# Jessica Marie Garcia
Jessica Marie Garcia (Orlando, 23 de marzo de 1987) es una actriz estadounidense.

## Carrera
Garcia hizo su debut como actriz interpretando el papel de Sierra en la serie dramática Huge (2010). Más adelante representó el papel de Becky en la comedia The Middle (2012–2014) y logró reconocimiento al interpretar a Willow Cruz en la serie de Disney Channel Liv and Maddie (2013–2017). En el seriado How to Get Away with Murder encarnó a Rhonda Navarro entre 2018 y 2019 y actualmente interpreta el papel de Jasmine Flores en la serie de Netflix On My Block (2018–presente).

## Vida personal
En 2013, Garcia descubrió que era prediabética y debido a su diagnósitico decidió perder peso y llevar una vida más saludable. Citó su carrera como una de las motivaciones para ese cambio. 
En enero de 2016 se comprometió con el actor Adam Celorier, con quien se casó dos años más tarde en octubre de 2018. Anunció su embarazo en noviembre de 2021. Su hija, Selena Grey Celorier, nació el 4 de febrero de 2022.

## Filmografía

### Cine
| Año  | Título                  | Papel         | Notas           |
| ---- | ----------------------- | ------------- | --------------- |
| 1999 | Our Friend, Martin      | Maria Ramirez | Directo a vídeo |
| 2010 | Las Angeles             | Lucero        | Largometraje    |
| 2017 | Avenge the Crows        | Peaches       | Largometraje    |
| 2020 | How to Get $100 Million | Hope          | Cortometraje    |

### Televisión
| Año           | Título                      | Papel          | Notas                                                     |
| ------------- | --------------------------- | -------------- | --------------------------------------------------------- |
| 2010          | Huge                        | Sierra         | Papel recurrente; 5 episodios                             |
| 2012          | County                      | Vicky Santos   | Película de televisión                                    |
| 2012–2014     | The Middle                  | Becky          | Papel recurrente; 11 episodios                            |
| 2013–2017     | Liv and Maddie              | Willow Cruz    | Papel recurrente; 36 episodios                            |
| 2015–2019     | Betch                       | Varios         | También coescritor                                        |
| 2016          | Casual                      | Marta          | Episodio: "Phase 3"                                       |
| 2017–2018     | Hacking High School         | Becca          | Papel recurrente; 4 episodios                             |
| 2018–presente | On My Block                 | Jasmine Flores | Recurrente (temporada 1); papel principal (temporada 2-4) |
| 2018          | Goliath                     | Ana            | Episodio: "Alo"                                           |
| 2018          | Starter Pack                | Penley         | Papel recurrente; 4 episodios                             |
| 2018–2019     | How to Get Away with Murder | Rhonda Navarro | Papel recurrente; 5 episodios                             |
| 2019          | American Princess           | Nurse Paloma   | Papel recurrente; 2 episodios                             |
| 2019          | The Filth                   | Kevin          | Episodio: "Filthy Bro Day"                                |
| 2020-2021     | Diary of a Future President | Camilla        | Papel recurrente; 11 episodios                            |